# Will Calnan
Pour les articles homonymes, voir Calnan.
Will Calnan est un joueur de hockey sur gazon britannique évoluant au poste de milieu de terrain au Hampstead & Westminster HC et avec les équipes nationales anglaise et britannique,.

## Carrière
Il a débuté en équipe nationale première en 2018 à Anvers lors d'un double match amical contre la Belgique.

## Palmarès
- : 3e aux Jeux du Commonwealth en 2022